# (73506) 2002 TJ144
(73506) 2002 TJ144 – planetoida z pasa głównego asteroid okrążająca Słońce w ciągu 5,74 lat w średniej odległości 3,2 j.a. Odkryta 5 października 2002 roku.